# Thiyagarajah Maheswaran
Thiyagarajah Maheswaran (Colombo, Sri Lanka, 10 januari 1966 - aldaar, 1 januari 2008) was een Sri Lankaans parlementslid. Hij zat in het parlement namens de Tamil Opposition United National Party. 
Maheswaran was daarvoor minister voor Hindoe-zaken en was al eerder parlementslid in de stad Jaffna. 
In 2004 overleefde Maheswaran al een aanslag in de aanloop naar de parlementsverkiezingen. Hij werd van dichtbij neergeschoten op een verkiezingsbijeenkomst, maar kwam zijn verwondingen toen weer te boven. 
In december 2007 werd zijn veiligheid verscherpt door het aanstellen van 10 bodyguards. Deze waren nodig omdat Maheswaran kritiek uitte op de in zijn ogen corrupte en gewelddadige regering in Sri Lanka. In januari 2008 zou hij een aantal voorstellen bekendmaken om de terreur op Sri Lanka in te dammen.
Op 1 januari 2008 werd Maheswaran in de ochtend aangevallen in de Sivam-tempel waar hij een gebedsdienst bijwoonde. De aanval werd uitgevoerd door de Tamiltijgers. De neergeschoten Maheswaran werd naar een ziekenhuis in Colombo gebracht, waar hij later op de dag aan zijn verwondingen bezweek. Bij de aanval viel ook een andere dode en raakten negen mensen gewond. 
Waarschijnlijk was de aanval op Maheswaran een vergelding voor de gevechten die een dag tevoren hadden plaatsgevonden in de steden Vavuniya en Jaffna. Bij die gevechten vielen een aantal slachtoffers aan de zijde van de Tamils. Volgens de Tamiltijgers vielen er 20 doden, de officiële veiligheidsdienst van Sri Lanka houdt het echter op 24. 
Thiyagarajah Maheswaran was getrouwd en had drie kinderen.